# Kornel Morawiecki

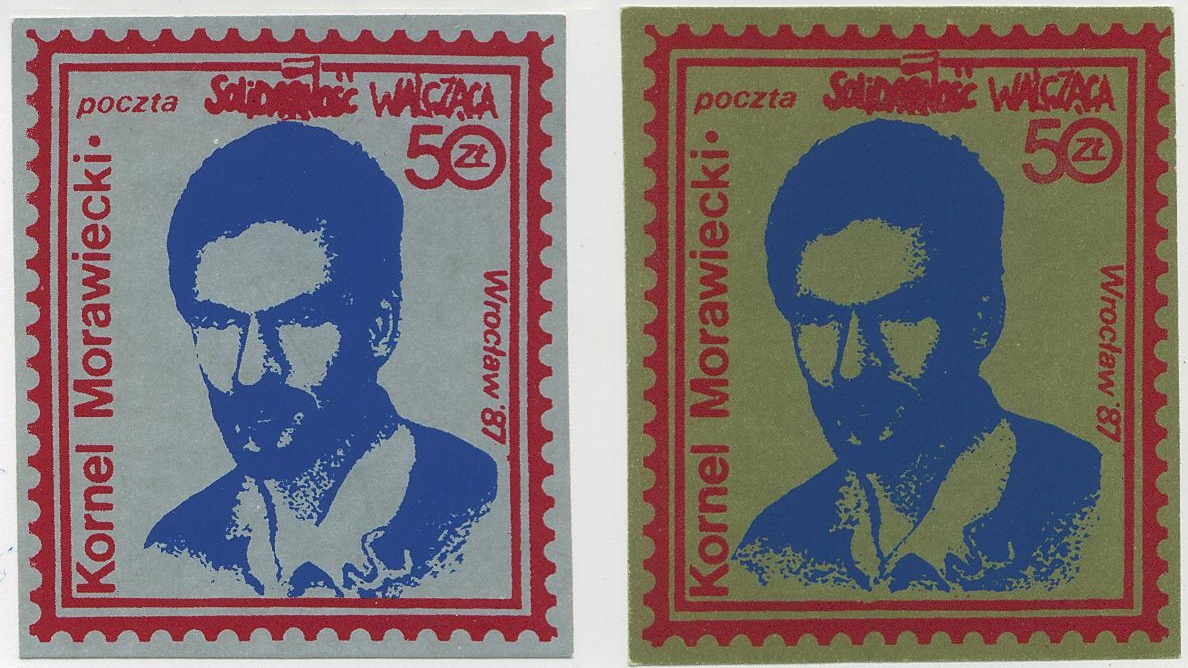
Kornel Morawiecki na znaczkach Solidarności Walczącej (1987)

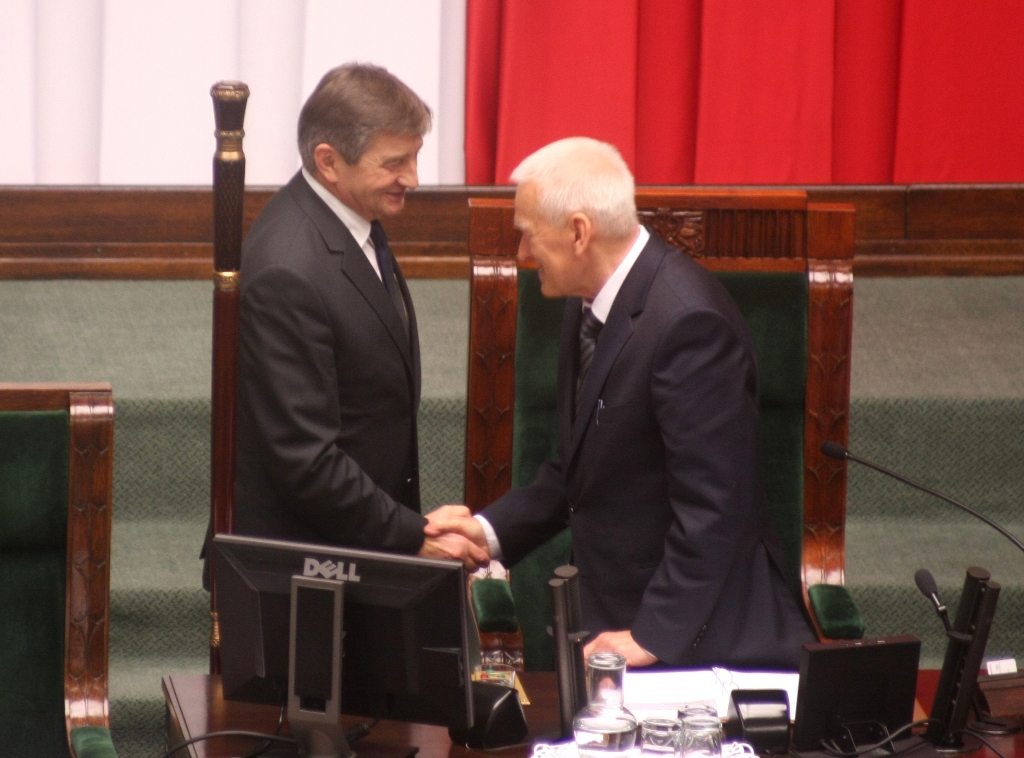
Marszałek senior Kornel Morawiecki (z prawej) i Marek Kuchciński; pierwsze posiedzenie Sejmu RP VIII kadencji, 12 listopada 2015

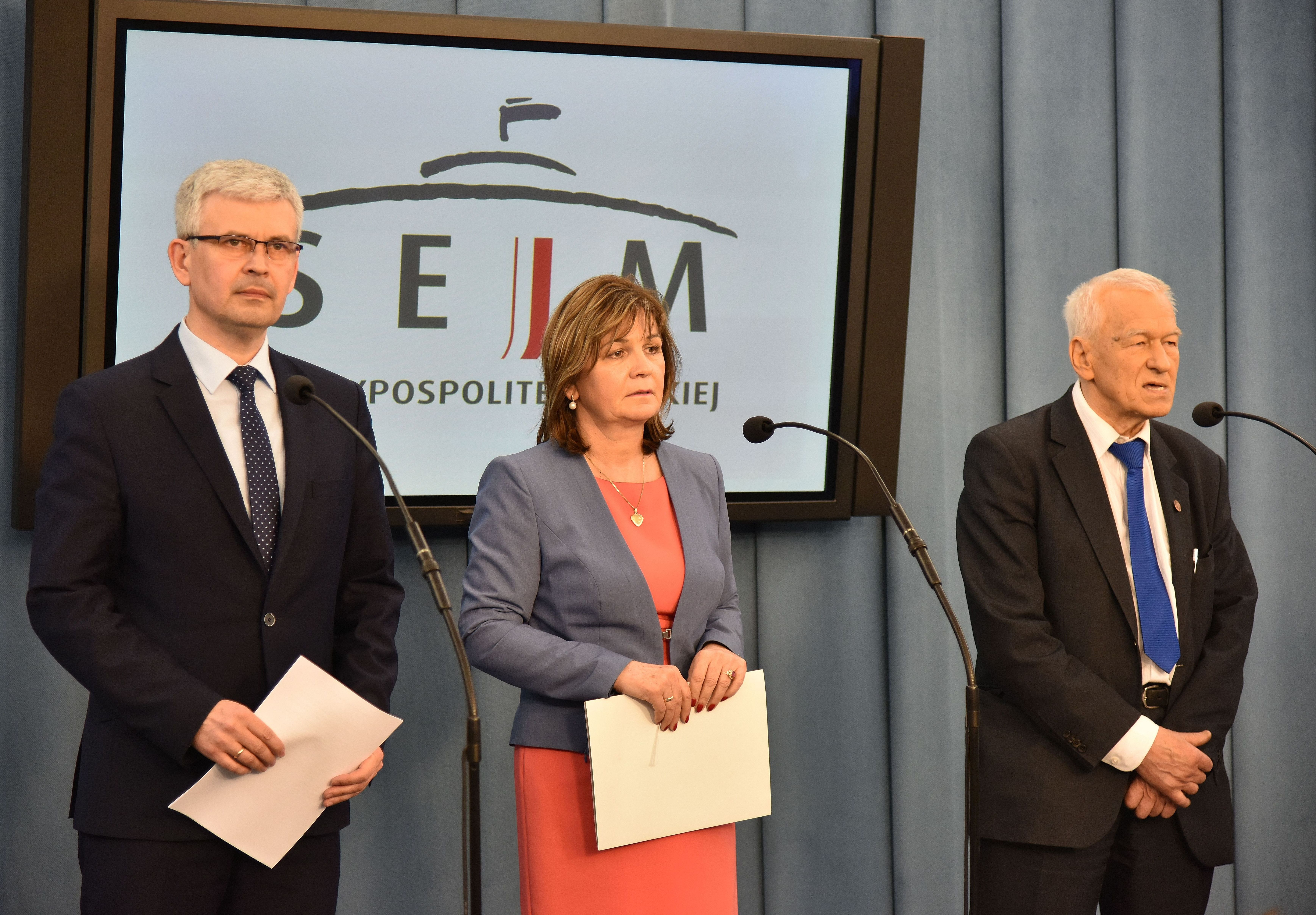
Z członkami nowo powstałego koła poselskiego Wolni i Solidarni: Ireneuszem Zyską i Małgorzatą Zwiercan w Sejmie (2016)

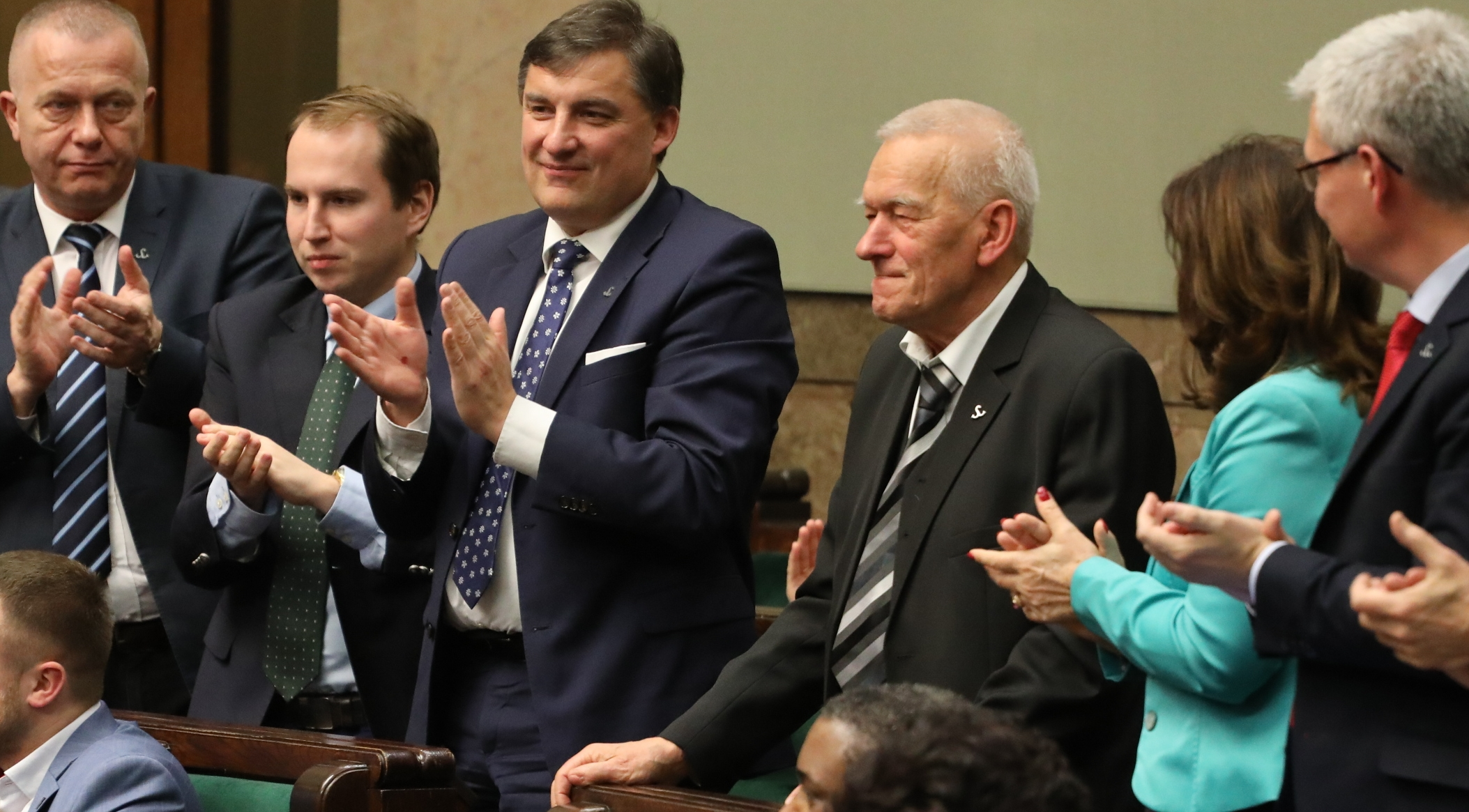
Kornel Morawiecki podczas exposé premiera Mateusza Morawieckiego w Sejmie, 12 grudnia 2017

Kornel Andrzej Morawiecki (ur. 3 maja 1941 w Warszawie, zm. 30 września 2019 tamże) – polski polityk, fizyk i nauczyciel akademicki. Działacz opozycji demokratycznej w czasach PRL, założyciel i przewodniczący Solidarności Walczącej, poseł i marszałek senior Sejmu VIII kadencji. Kandydat na urząd prezydenta RP w wyborach w 2010. Kawaler Orderu Orła Białego.

## Życiorys

### Wykształcenie i działalność zawodowa
Syn Michała (1914–1977) i Jadwigi z domu Szumańskiej (1912–1975). Maturę zdał w 1958 w IV Liceum Ogólnokształcącym im. Adama Mickiewicza w Warszawie. W 1963 ukończył studia na Wydziale Fizyki Uniwersytetu Wrocławskiego. W 1970 uzyskał stopień naukowy doktora na podstawie pracy poświęconej kwantowej teorii pola napisanej pod kierunkiem profesora Jana Rzewuskiego. Był pracownikiem naukowym na Uniwersytecie Wrocławskim, początkowo w Instytucie Fizyki Teoretycznej, następnie w Instytucie Matematycznym. Od 1973 do połowy 2009 pracował w Instytucie Matematyki i Informatyki Politechniki Wrocławskiej.

### Działalność opozycyjna w okresie PRL
W 1968 uczestniczył w strajkach studenckich. Po ich stłumieniu, wspólnie z Jerzym Petryniakiem, Zdzisławem Ojrzyńskim, Piotrem Plenkiewiczem oraz Ryszardem Trąbskim, wydrukował i kolportował ulotki potępiające ówczesne władze komunistyczne za represje wobec protestujących. W podobnym zespole wydawał ulotki przeciwko interwencji wojsk Układu Warszawskiego w Czechosłowacji w sierpniu 1968, a następnie przeciwko stłumieniu przez władze protestów robotniczych w grudniu 1970. W 1979 związał się od drugiego numeru z wydawanym we Wrocławiu drugoobiegowym periodykiem „Biuletyn Dolnośląski”. W tym samym roku wraz z grupą znajomych witał papieża Jana Pawła II w Warszawie, Częstochowie i Krakowie podczas pierwszej pielgrzymki do Polski biało-czerwonym transparentem z napisem „Wiara i Niepodległość”. Od 1980 był rozpracowywany przez funkcjonariuszy KW Milicji Obywatelskiej i WUSW we Wrocławiu w ramach sprawy operacyjnej o kryptonimie „Harcerz” (zmienionym później na „Tarantula”). Rozpracowywanie przez SB zakończono w styczniu 1990.
W trakcie wydarzeń sierpniowych w 1980 wraz z „Biuletynem Dolnośląskim” włączył się w organizowanie strajków we Wrocławiu. We wrześniu tegoż roku brał udział w organizowaniu regionalnych struktur „Solidarności”. Wraz z Nikołajem Iwanowem i zespołem „Biuletynu Dolnośląskiego” drukował po rosyjsku odezwy do żołnierzy radzieckich stacjonujących w Polsce. Za tę działalność został zatrzymany, zwolniono go po poręczeniu udzielonym przez rektora PWr i groźbie strajku powszechnego w regionie. Był delegatem na I Krajowy Zjazd Delegatów NSZZ „Solidarność” w Gdańsku i jednym z inicjatorów przyjęcia przez zjazd Posłania do ludzi pracy Europy Wschodniej.
Po wprowadzeniu stanu wojennego 13 grudnia 1981 uniknął internowania, gdyż przewoził wieczorem sprzęt poligraficzny. Z zespołem „Biuletynu Dolnośląskiego” zaangażował się w działalność podziemną. Korzystając z zakonspirowanej struktury, rozpoczął działalność poligraficzną. Pierwszy numer drugoobiegowego pisma „Z dnia na dzień” był drukowany w nocy z 13 na 14 grudnia i został kolportowany od rana 14 grudnia we Wrocławiu. Zajął się także wydawaniem prasy i wydawnictw Regionalnego Komitetu Strajkowego „Solidarność” we Wrocławiu, był upoważniony przez przewodniczącego regionu Władysława Frasyniuka do wydawania i podpisywania oświadczeń w imieniu RKS.
Na przełomie maja i czerwca 1982 założył organizację pod nazwą Solidarność Walcząca (początkowo posługującą się nazwą Porozumienie Solidarność Walcząca). W manifeście programowym Kim jesteśmy? O co walczymy? wskazano, że podstawowymi założeniami SW jest „walka o odzyskanie niepodległości i budowa Rzeczpospolitej Solidarnej”. Odrzucano ugodę z urzędującą władzą i reformowanie systemu, deklarowano walkę podjazdową „na wszystkich poziomach i różnymi metodami”.
9 listopada 1987 Kornel Morawiecki został zatrzymany przez funkcjonariuszy Służby Bezpieczeństwa we Wrocławiu. Przetransportowano go do Warszawy i osadzono w areszcie na Rakowieckiej, gdzie przetrzymywany był w całkowitej izolacji. Zaostrzyły się wówczas u niego schorzenia: choroba wrzodowa i zapalenie oka. W ramach odpowiedzialności rodzinnej odmówiono wtedy jego żonie wydania paszportu na wyjazd do Wielkiej Brytanii. W marcu 1988 Zbigniew Romaszewski wystosował w jego sprawie list do Amnesty International w Londynie, ale organizacja ta nie wciągnęła go na listę więźniów sumienia, gdyż stwierdziła, że musi wyjaśnić, czy nie był on związany z działalnością terrorystyczną. Z inicjatywy Konfederacji Polski Niepodległej w USA powstał Komitet na rzecz Uwolnienia Kornela Morawieckiego. Jan Olszewski (który miał być jego obrońcą w planowanym procesie) namówił go do wyjazdu wraz z Andrzejem Kołodziejem do Włoch. Kornel Morawiecki opuścił kraj 30 kwietnia 1988. Po trzech dniach, podczas próby powrotu, został deportowany z lotniska w Warszawie do Wiednia. Udało mu się powrócić konspiracyjnie do Polski pod koniec sierpnia 1988. Ujawnił się dopiero w czerwcu 1990.

### Działalność publiczna w III RP

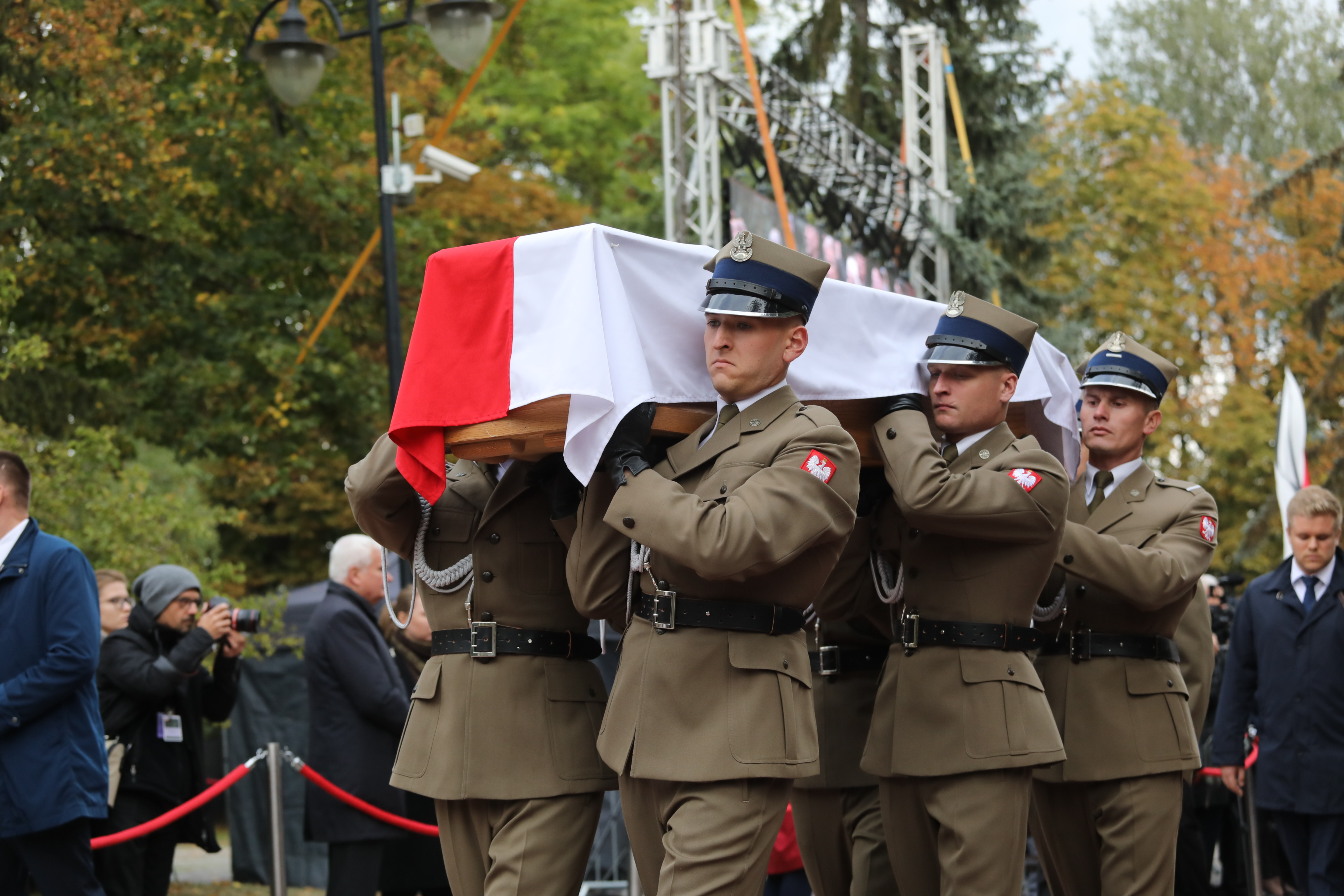
Uroczystości pogrzebowe Kornela Morawieckiego

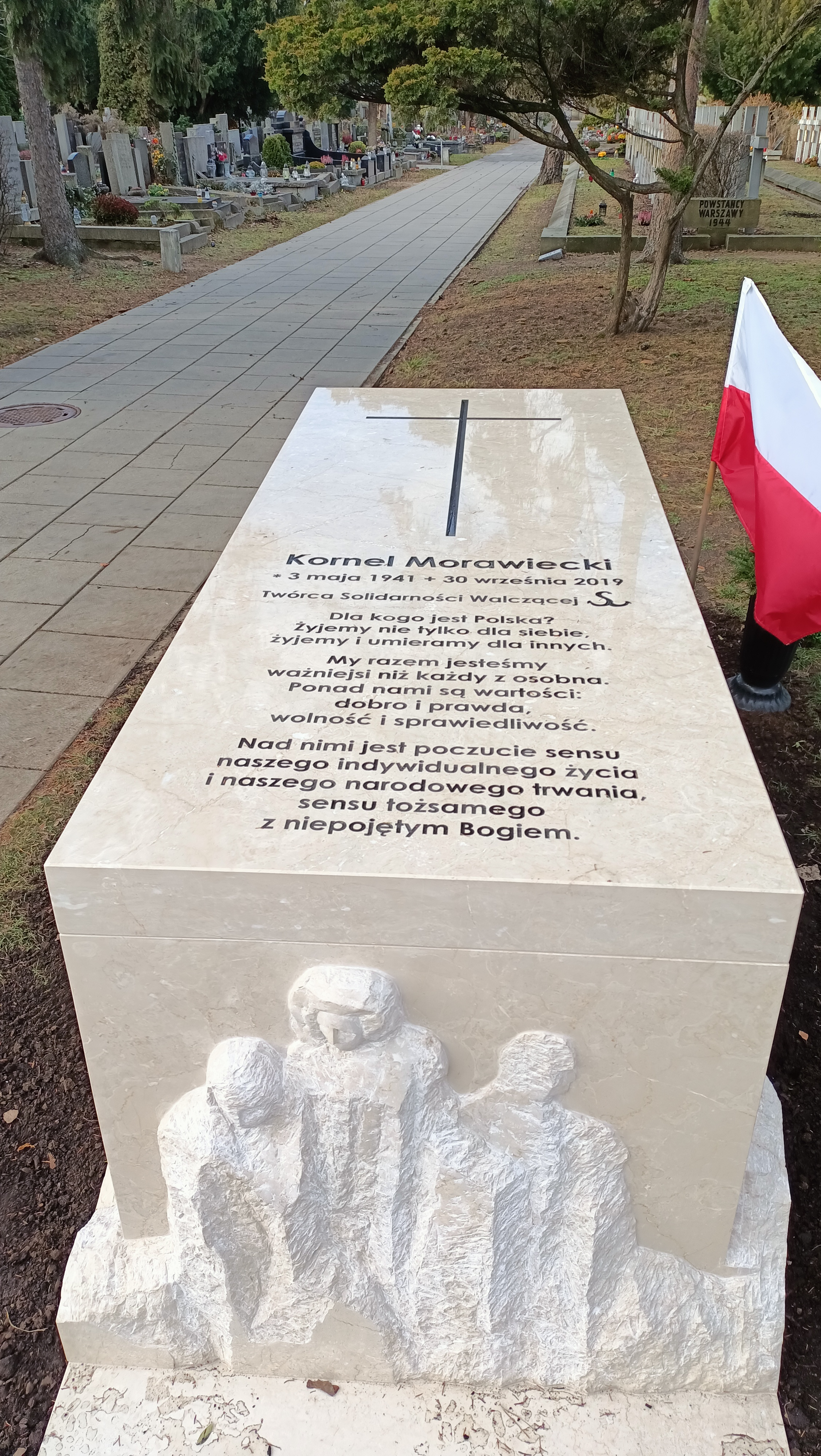
Grób Kornela Morawieckiego w Alei Zasłużonych na Cmentarzu Wojskowym na Powązkach w Warszawie

W 1990 zgłosił swoją kandydaturę w wyborach prezydenckich, nie udało mu się jednak zebrać wymaganych 100 tys. podpisów do jej zarejestrowania. 7 lipca 1990 założył Partię Wolności, z której ramienia bez powodzenia kandydował w wyborach parlamentarnych w 1991. W czasie telewizyjnej kampanii wyborczej wywrócił przed kamerami telewizyjnymi okrągły stół, co miało symbolizować jego sprzeciw wobec porozumień Okrągłego Stołu. W 1993 jego partia weszła w skład Ruchu dla Rzeczypospolitej, w wyborach w tym samym roku ponownie ubiegał się o mandat poselski. Później działał w Ruchu Odbudowy Polski i zasiadał we władzach tej partii. W 1997 z ramienia ROP oraz w 2007 jako bezpartyjny z ramienia Prawa i Sprawiedliwości, kandydował do Senatu.
6 stycznia 2010 ogłosił start w wyborach prezydenckich w tym samym roku. Poparcia kandydatowi udzieliła też KPN-OP, której lider Adam Słomka został szefem sztabu wyborczego kandydata. 10 maja Kornel Morawiecki został zarejestrowany jako kandydat przez PKW. W wyborach zajął 10. (ostatnie) miejsce, otrzymując 21 596 głosów (0,13%). W drugiej turze zadeklarował oddanie głosu na Jarosława Kaczyńskiego.
W wyborach samorządowych w 2010 bez powodzenia kandydował z ramienia KWW Polski Kierunek do sejmiku województwa dolnośląskiego. W wyborach parlamentarnych w 2011 także bezskutecznie ponownie startował do Senatu z ramienia własnego komitetu „Wolni i Solidarni” w okręgu nr 8 we Wrocławiu. Jego kandydatura była popierana przez Prawo i Sprawiedliwość, które nie wystawiło tam swojego kandydata. W tym samym roku został redaktorem naczelnym dwutygodnika „Prawda jest ciekawa – Gazeta Obywatelska”.
W 2015 ponownie zgłosił swoją kandydaturę na prezydenta, jednak nie zebrał liczby podpisów wystarczających do jej rejestracji. Został potem współpracownikiem Pawła Kukiza i w wyborach parlamentarnych w tym samym roku otworzył listę zorganizowanego przez niego komitetu wyborczego wyborców Kukiz’15 do Sejmu w okręgu wrocławskim. Uzyskał mandat poselski, otrzymując 26 101 głosów. Prezydent Andrzej Duda wyznaczył go następnie na marszałka seniora Sejmu VIII kadencji.
14 kwietnia 2016 zrezygnował z członkostwa w klubie poselskim Kukiz’15 w związku z oddaniem za niego głosu przez posłankę Małgorzatę Zwiercan w głosowaniu nad wyborem sędziego Trybunału Konstytucyjnego i usunięciem jej z klubu. Kornel Morawiecki oświadczył, że musiał opuścić na chwilę Salę Posiedzeń, a posłanka wiedziała, że w ten sposób chce zagłosować. 19 kwietnia został odwołany ze składu Komisji Etyki Poselskiej (w której członkostwo ograniczono do przedstawicieli klubów). 18 maja założył (wraz z Małgorzatą Zwiercan i Ireneuszem Zyską) koło poselskie Wolni i Solidarni, którego został przewodniczącym. Posłowie ci wspólnie powołali również partię o tej samej nazwie, zarejestrowaną 18 listopada tego samego roku.
W 2018 powołany na przewodniczącego Rady do Spraw Działaczy Opozycji Antykomunistycznej oraz Osób Represjonowanych z Powodów Politycznych. W wyznaczonych na październik 2019 wyborach parlamentarnych został zgłoszony jako kandydat PiS do Senatu w okręgu nr 59, po czym zaczął prowadzić kampanię wyborczą.
Zmarł około południa 30 września 2019 w Centralnym Szpitalu Klinicznym MSWiA przy ul. Wołoskiej 137 w Warszawie na skutek nowotworu trzustki, po kilkumiesięcznej walce z chorobą. Uroczystości pogrzebowe o charakterze państwowym odbyły się 5 października na Cmentarzu Wojskowym na Powązkach (kwatera A2-Aleja Zasłużonych dod.-1).

## Życie prywatne
W 1959 ożenił się z Jadwigą, z którą miał czwórkę dzieci, w tym syna Mateusza Morawieckiego. Po rozstaniu z żoną, z którą jednak się nie rozwiódł, związał się z Anną, z którą miał syna. W 2014 przeszedł zawał mięśnia sercowego.

## Odznaczenia i wyróżnienia
29 kwietnia 1988, za pełną poświęcenia działalność dla idei wolności i niepodległości Polski, został odznaczony Krzyżem Oficerskim Orderu Odrodzenia Polski przez prezydenta RP na uchodźstwie Kazimierza Sabbata.
Według informacji mediów w 2007 odmówił przyjęcia proponowanego mu z okazji 25-lecia powstania Solidarności Walczącej Krzyża Wielkiego Orderu Odrodzenia Polski, uznając, że reprezentowanej przez niego organizacji należy się najwyższe polskie odznaczenie – Order Orła Białego.
15 kwietnia 2010, jako przewodniczący kapituły, otrzymał Krzyż Solidarności Walczącej. W 2014 sejmik dolnośląski nadał mu honorowe obywatelstwo tego województwa. W 2016 został wyróżniony tytułem honorowego obywatela Wrocławia. 22 marca 2016 odebrał Nagrodę Kisiela w kategorii „Polityk” na Zamku Królewskim w Warszawie.
10 marca 2019 został udekorowany przez premiera Węgier Viktora Orbána Krzyżem Komandorskim Orderu Zasługi.
27 września 2019, w uznaniu znamienitych zasług na rzecz przemian demokratycznych w Polsce, za wybitne osiągnięcia w działalności publicznej i państwowej, został przez prezydenta RP Andrzeja Dudę odznaczony Orderem Orła Białego. 5 grudnia 2019 otrzymał pośmiertnie Krzyż Wolności i Solidarności.
W 2020 został pośmiertnie wyróżniony Nagrodą im. św. Grzegorza I Wielkiego przyznaną przez miesięcznik „Niezależna Gazeta Polska – Nowe Państwo” za 2019.

## Upamiętnienie
W grudniu 2019 przy pomniku „Solidarności” we Wrocławiu odsłonięto tablicę upamiętniającą Kornela Morawieckiego. W uroczystości uczestniczył m.in. jego syn i premier Polski Mateusz Morawiecki wraz z matką i siostrami.
W sierpniu 2020 na wrocławskim Szczepinie odbyła się uroczystość nadania skwerowi imienia Kornela Morawieckiego. W wydarzeniu brali udział jego krewni, w tym premier Mateusz Morawiecki. Obecni byli też m.in. prezydent Wrocławia Jacek Sutryk, wojewoda Jarosław Obremski, marszałek województwa Cezary Przybylski, członkowie „Solidarności” oraz Solidarności Walczącej.
Również w 2020 Kornel Morawiecki został patronem jednej z kieleckich ulic. W 2021 Poczta Polska wyemitowała w upamiętniający go znaczek pocztowy o nominale 3,30 zł.